# FDP
För det schweiziska partiet, se FDP. Liberalerna.

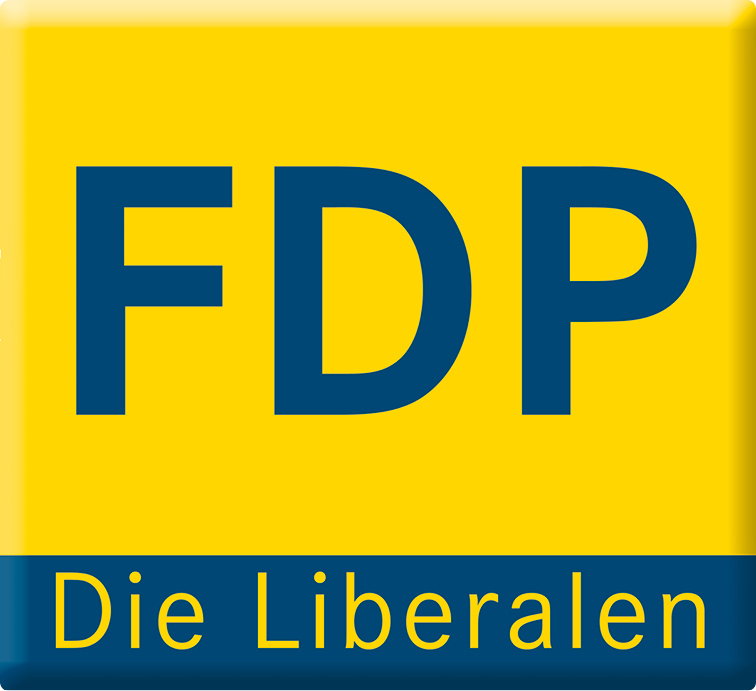
Logo 2013-2014

Freie Demokratische Partei (FDP), ’Fria demokratiska partiet’, är ett liberalt politiskt parti i Tyskland. Partiet har varit representerat i den tyska förbundsdagen länge, frånsett mandatperioden 2013–2017 och efter extravalet 2025 när partiet saknade representation på nationell nivå. 
Partiet grundades år 1948. Från 1969 till 1982 satt det i regeringskoalition med socialdemokratiska SPD, och från och med oktober 1982 i koalition med CDU/CSU, med partiledaren Hans-Dietrich Genscher som utrikesminister. Efter valnederlaget 1998 kom FDP att höra till oppositionen. I valet 2009 gick partiet starkt framåt och kunde bilda regering med CDU/CSU. Efter valet 2013 kom dock partiet att helt förlora sin representation i förbundsdagen, då det hamnade strax under femprocentsspärren. I augusti 2017 var partiet representerat i nio delstatsparlament, och deltog i tre delstatsregeringar och i valet 2017 fick partiet en stor framgång med 10,7% väljarstöd och blev åter representerade i förbundsdagen. I valet 2021 ökade partiet till 11,5%, men i valet 2025 förlorade de representationen med ett resultat på 4,3 %.
I Europaparlamentet deltar FDP i Gruppen Alliansen liberaler och demokrater för Europa. FDP fick i europaparlamentsvalet 2009 tolv mandat, men i valet 2014 bara tre mandat. Partiet fick i detta val bara 3,36% av rösterna, vilket var långt under den tidigare femprocentsspärren för val till europaparlamentet, som dock från och med detta val upphävdes på grund av författningsdomslut.

## Historia

FDP:s resultat i förbundsdagsval 1949–2013.

FDP har suttit med i federala regeringar 1949–1956, 1961–1966 och 1969–1998 i sammanlagt 42 år, vilket är längre än något annat parti i den tyska förbundsrepubliken. Partiet har haft sex vicekanslerer, fyra utrikesministrar och två förbundspresidenter. Utrikespolitiken går i FDP:s tradition som sträcker sig tillbaka till Walther Rathenau och Gustav Stresemann. Partiet har också varit starkt på justitie- och näringslivspolitik.

### FDP grundas
Det har genom historien funnits flera liberala partier i Tyskland (bland andra Deutsche Demokratische Partei, Tyska nationalliberala partiet och Deutsche Volkspartei) men dagens FDP grundades efter andra världskriget. År 1947 grundades det liberala partiet Demokratische Partei Deutschlands (DPD) som hela Tysklands liberala parti med Theodor Heuss och Wilhelm Külz som ledare i Rothenburg ob der Tauber. Politiska motsättningar gjorde att projektet misslyckades och Külz bildade ett liberalt parti i östra Tyskland. Den 11 december 1948 följde i stället grundandet av Freie Demokratische Partei (FDP) i Heppenheim an der Bergstraße då alla liberala partier i de västliga ockupationszonerna (Västtyskland) gick samman.  Vid utarbetandet av den tyska grundlagen (Grundgesetz) kom FDP att spela en stor roll under ledning av Heuss. 
Från 1966 till 1969 satt man i opposition då CDU/CSU och SPD bildat storkoalition.

### Koalitionsregering med SPD
1969 bildade man regering med SPD, en koalition som skulle hålla under 13 års tid. SPD:s Willy Brandt blev kansler men FDP:s ledare Walter Scheel blev utrikesminister och de två kom att bilda ett tandempar som tillsammans drev igenom bland annat den nya västtyska utrikespolitiken. När Scheel blev förbundspresident 1974 tog i stället Hans-Dietrich Genscher över som FDP:s ledare och utrikesminister. Genscher kom att vara tysk utrikesminister under 18 år. Från slutet av 1970-talet blev det allt tydligare att SPD och FDP kommit långt ifrån varandra men koalitionen höll även inför förbundsdagsvalet 1980 som man vann med den sittande Helmut Schmidt (SPD) som kanslerkandidat. 1982 följde "die Wende", då FDP, som drog alltmer åt höger, lämnade regeringen och efter misstroendevotum mot den kvarvarande SPD-minoritetsregeringen istället bildade regering med CDU/CSU, varvid CDU:s Helmut Kohl blev förbundskansler och Genscher kunde fortsätta som utrikesminister och vicekansler.

### Koalitionsregering med CDU/CSU
Valet att gå in i en koalition med CDU/CSU förde med sig en splittring inom partiet, så att tjugo procent av medlemmarna lämnade partiet, och även i 1983 års förbundsdagsval led partiet nederlag (från 10,6 i föregående val till 7 procent). Medlemmarna gick främst till SPD, de gröna och mindre liberala partier.
1998 förlorade CDU/CSU och FDP regeringsmakten till SPD och de gröna. År 2005 firade man dock en valframgång då man med 9,8 procent blev det tredje största partiet i förbundsdagen och därmed också det största oppositionspartiet.

### FDP och den tyska återföreningen
FDP stödde den tyska återförening 1990 som Kohl tog initiativ till efter Berlinmurens fall 1989. Vid återföreningen anslöt sig ett antal tidigare östtyska partier till FDP, som därigenom snabbt fick en organisatorisk bas i de nya förbundsländerna. Bland de östtyska partier som gick upp i FDP fanns bland annat de tidigare blockpartierna LDP och NDPD samt ett nybildat östtyskt FDP.

### Regeringen Merkel II
Efter valet 2009 ingick man återigen i koalitionsregering med CDU/CSU (se Regeringen Merkel II). FDP gjorde i valet sitt bästa valresultat någonsin och fem FDP:are blev ministrar: Guido Westerwelle, Sabine Leutheusser-Schnarrenberger, Philipp Rösler, Rainer Brüderle och Dirk Niebel. Partiet kom efter valet att tappa en stor del av sitt stöd i opinionen och har efter rekordvalet stadigt tappat stöd i opinionsundersökningar och lidit nederlag i lokala och regionala val. Efter nederlag i delstatsvalen under början av 2011 avgick Westerwelle som partiledare och ersattes av Rösler, som även blev vice förbundskansler och bytte post från hälsominister till minister för näringsliv och teknologi.

### Oppositionsparti
Partiet hamnade strax under femprocentsspärren i förbundsdagsvalet den 22 september 2013 och lämnade därmed förbundsregeringen och förbundsdagen. Dagen efter valförlusten tillkännagav Rösler sin avgång som partiledare.
FDP fick 10,7 procent i valet 2017 och kom tillbaka till Bundestag. Valet resulterade i förhandlingar om en så kallad Jamaicakoalition med FDP, CDU/CSU och Die Grüne. I mitten av november kollapsade förhandlingarna där FDP lämnade förhandlingarna.

### Regeringen Scholz
I 2021 års val (Förbundsdagsvalet i Tyskland 2021) fick FDP 11,5 procent av rösterna. Valet resulterade i förhandlingar om en så kallad  trafikljuskoalition. En sådan består av de röda socialdemokraterna, de gula liberalerna och de gröna. Förhandlingarna ledde till bildandet av regeringen Scholz som tillträdde den 8 december 2021. FDP:s partiledare Christian Lindner blev finansminister. Denna regering föll den 6 november 2024 efter att förbundskansler Olaf Scholz entledigat Lindner och FDP därmed lämnade regeringen.

## Politiska positioner
FDP förespråkar skattesänkningar och är fast besluten att begränsa den offentliga skulden.
FDP är för medlemskap i EU och Nato.
I sociala frågor tar FDP klassiskt liberala positioner. Partiet är engagerat i en liberal abortlag och förbättrad rättslig status för transsexuella människor. Dessutom förespråkar FDP legalisering av cannabis och vill tillåta eutanasi.

## Partiordförande

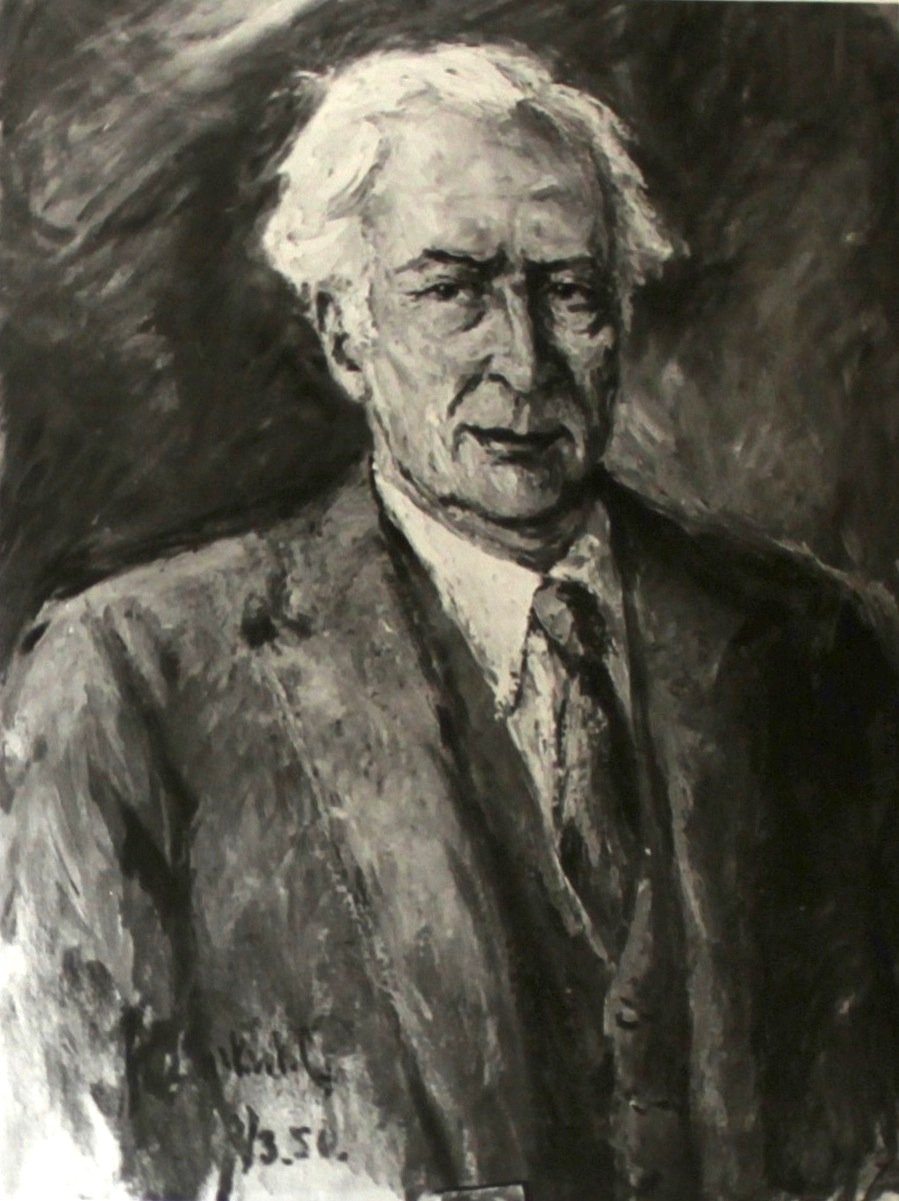
Theodor Heuss (FDP), Förbundsrepubliken Tysklands förste president

- Theodor Heuss 1948–1949
- Franz Blücher 1949–1954
- Thomas Dehler 1954–1957
- Reinhold Maier 1957–1960
- Erich Mende 1960–1968
- Walter Scheel 1968–1974
- Hans-Dietrich Genscher 1974–1985
- Martin Bangemann 1985–1988
- Otto Graf Lambsdorff 1988–1993
- Klaus Kinkel 1993–1995
- Wolfgang Gerhardt 1995–2001
- Guido Westerwelle 2001–2011
- Philipp Rösler 2011–2013
- Christian Lindner sedan 2013